# Pinus densiflora
Il pino rosso del Giappone (Pinus densiflora Siebold & Zucc., 1842) è un albero della famiglia delle Pinacee, originario dell'Estremo Oriente.

## Descrizione

### Portamento
Il portamento è arboreo; può raggiungere i 35 metri d'altezza. La forma è espansa, sebbene esistano varie cultivar con forme differenti.

### Corteccia
La corteccia ha una colorazione marrone-rossastra che con l'età tende a diventare grigia.

### Foglie
Le foglie sono aghiformi, di colore verde intenso e lucide; sono piuttosto esili e possono essere lunghe fino a 10 cm. Sono riunite in paia e disposte in maniera divergente su rami lisci e verdi.

### Strobili
Gli strobili maschili hanno una colorazione giallo-marrone, mentre quelli femminili sono rossi, su grappoli separati che crescono sui rami giovani alla fine della primavera.

### Frutti
Sono pigne coniche dal colore marrone chiaro, lunghe circa 5 cm. Impiegano due anni per giungere a maturazione.

## Distribuzione e habitat
È diffuso in Giappone, Corea, Cina nordorientale (province di Heilongjiang, Jilin, Liaoning e Shandong) e in parte della Russia sudorientale (Territorio del Litorale). Cresce bene su terreni soleggiati, leggermente acidi e ben drenati. È presente sia in pianura che sui rilievi montuosi.

## Usi
È largamente usato in Giappone, dove è noto come Akamatsu (赤松?, letteralmente "pino rosso") o anche come Mematsu, sia per ricavarne legname sia come pianta ornamentale: in questa veste è spesso inserito nei tradizionali giardini giapponesi, sia nella sua forma naturale sia nelle varie cultivar (ne esistono varietà nane, a ombrello, con foglie variegate, dai rami penduli e così via).

## Galleria d'immagini

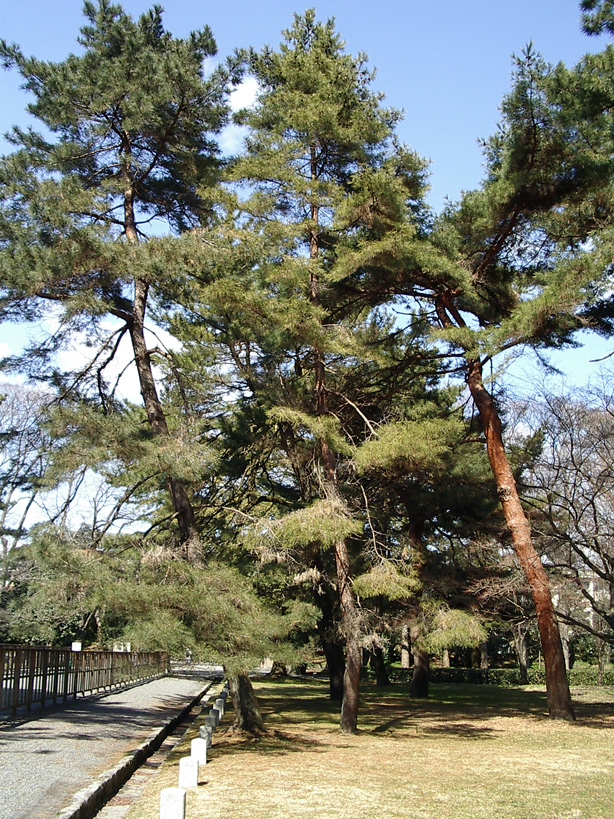
P. densiflora in un parco in Giappone
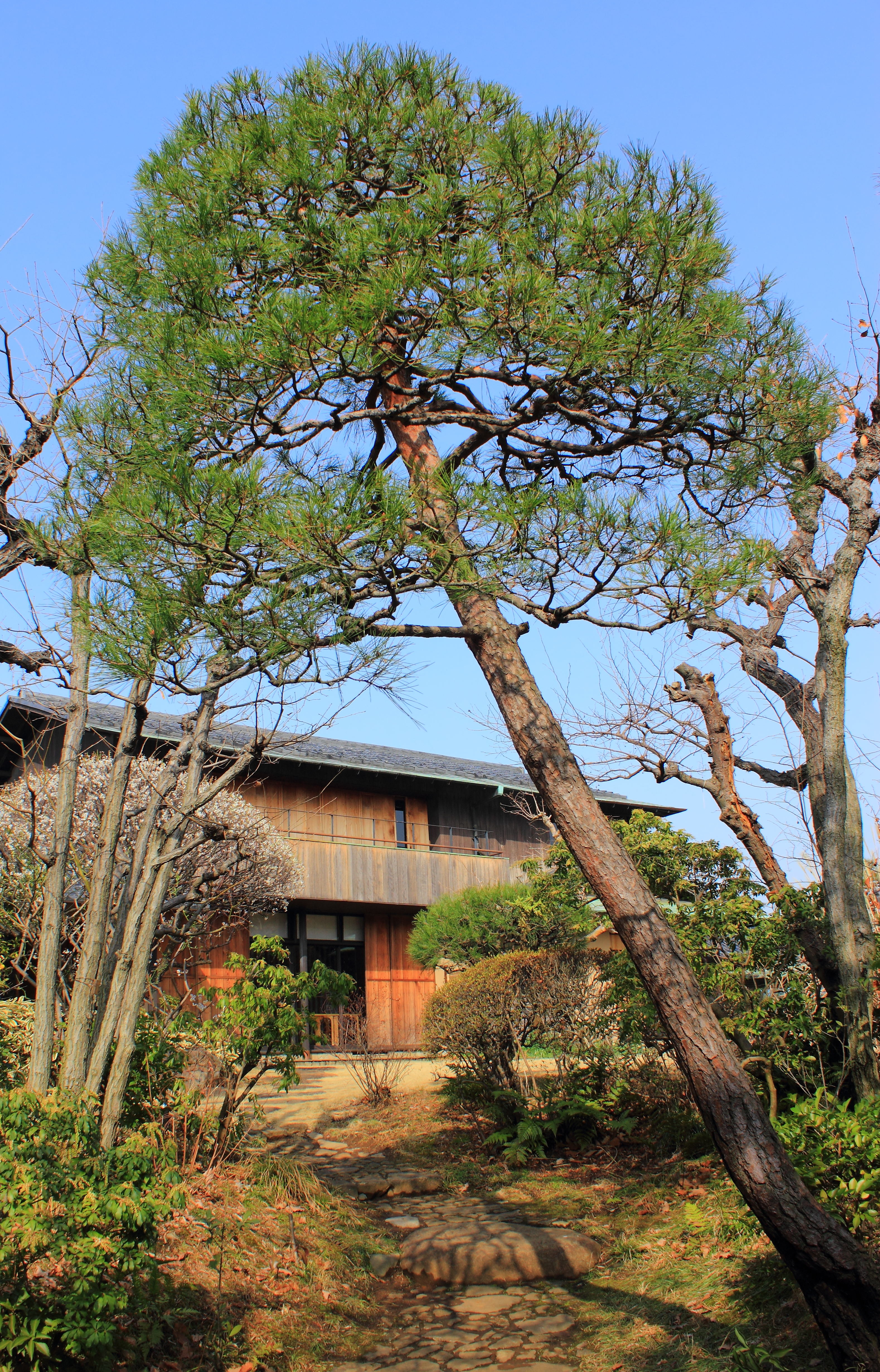
P. densiflora coltivato in un giardino giapponese
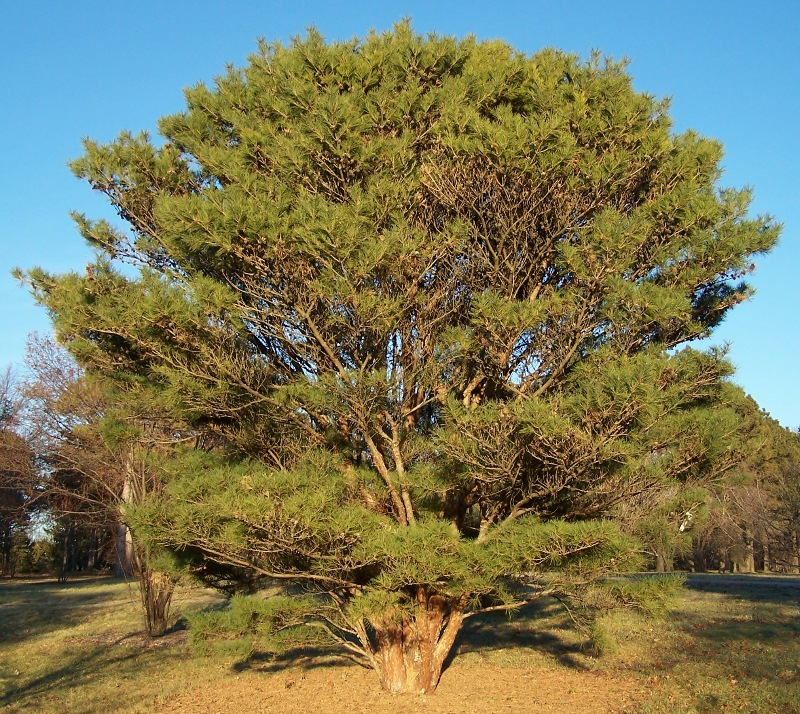
Varietà a ombrello
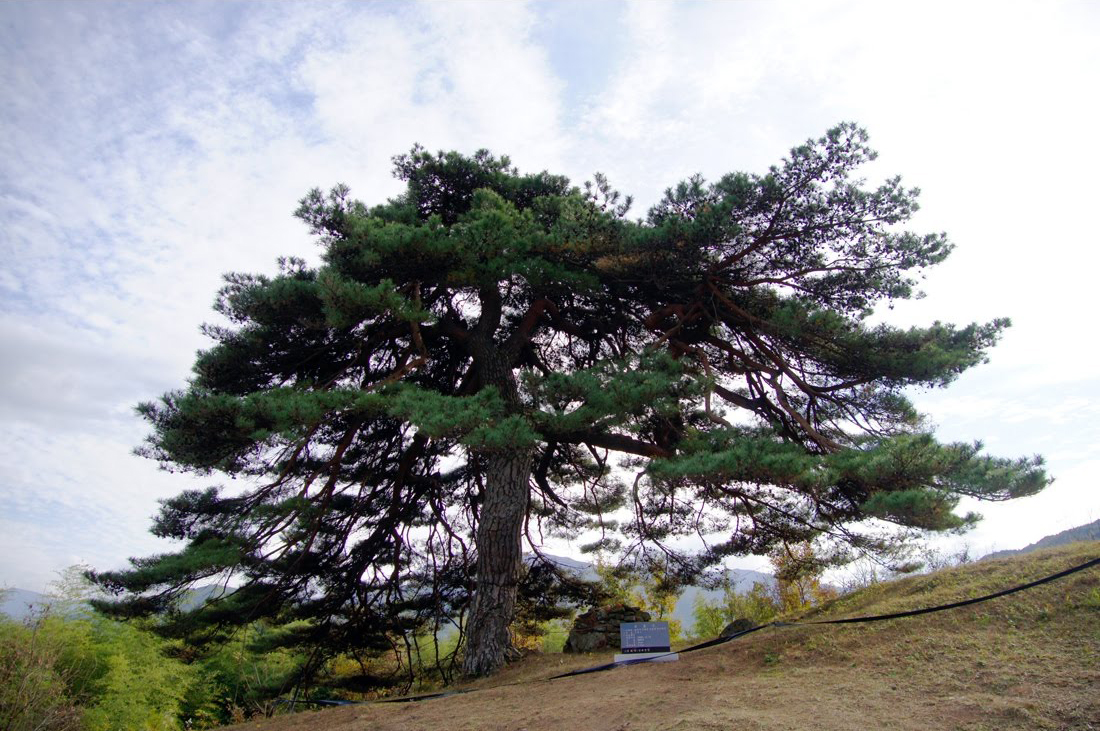
P. densiflora presso Jiri-san, Corea del Sud
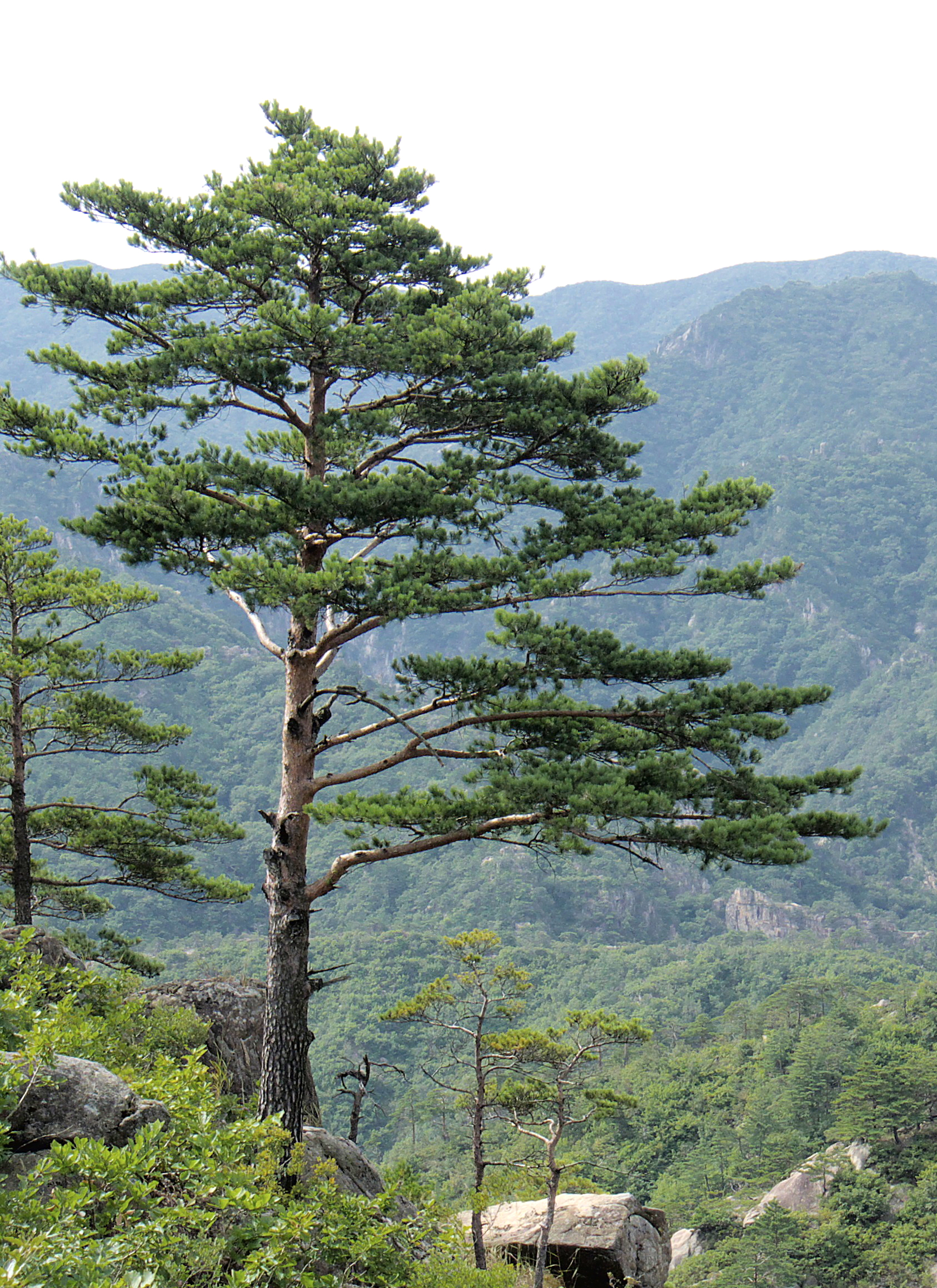
P. densiflora presso Kumgangsan, Corea del Nord orientale, non lontano dal confine con la Corea del Sud
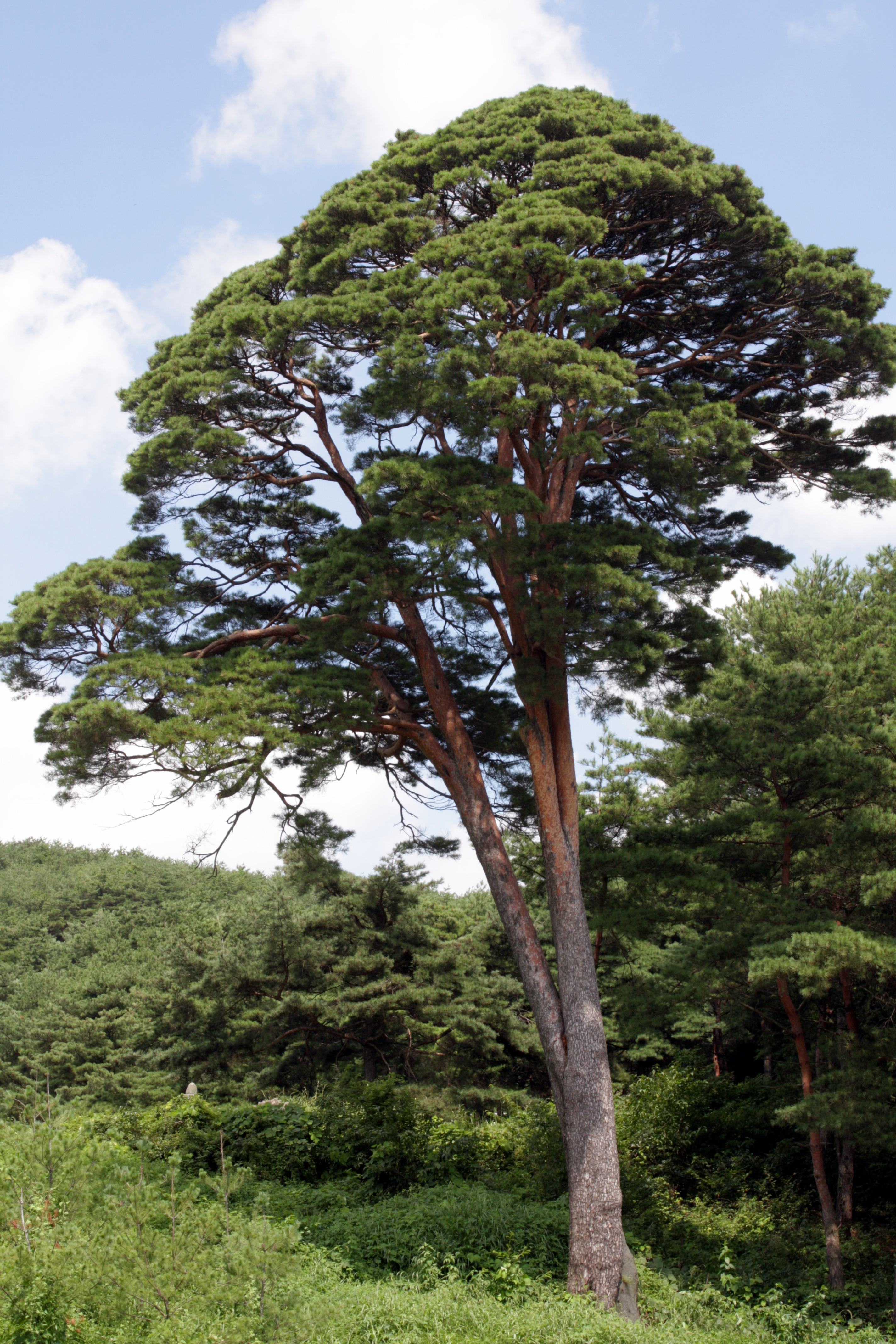
P. densiflora presso Damyang
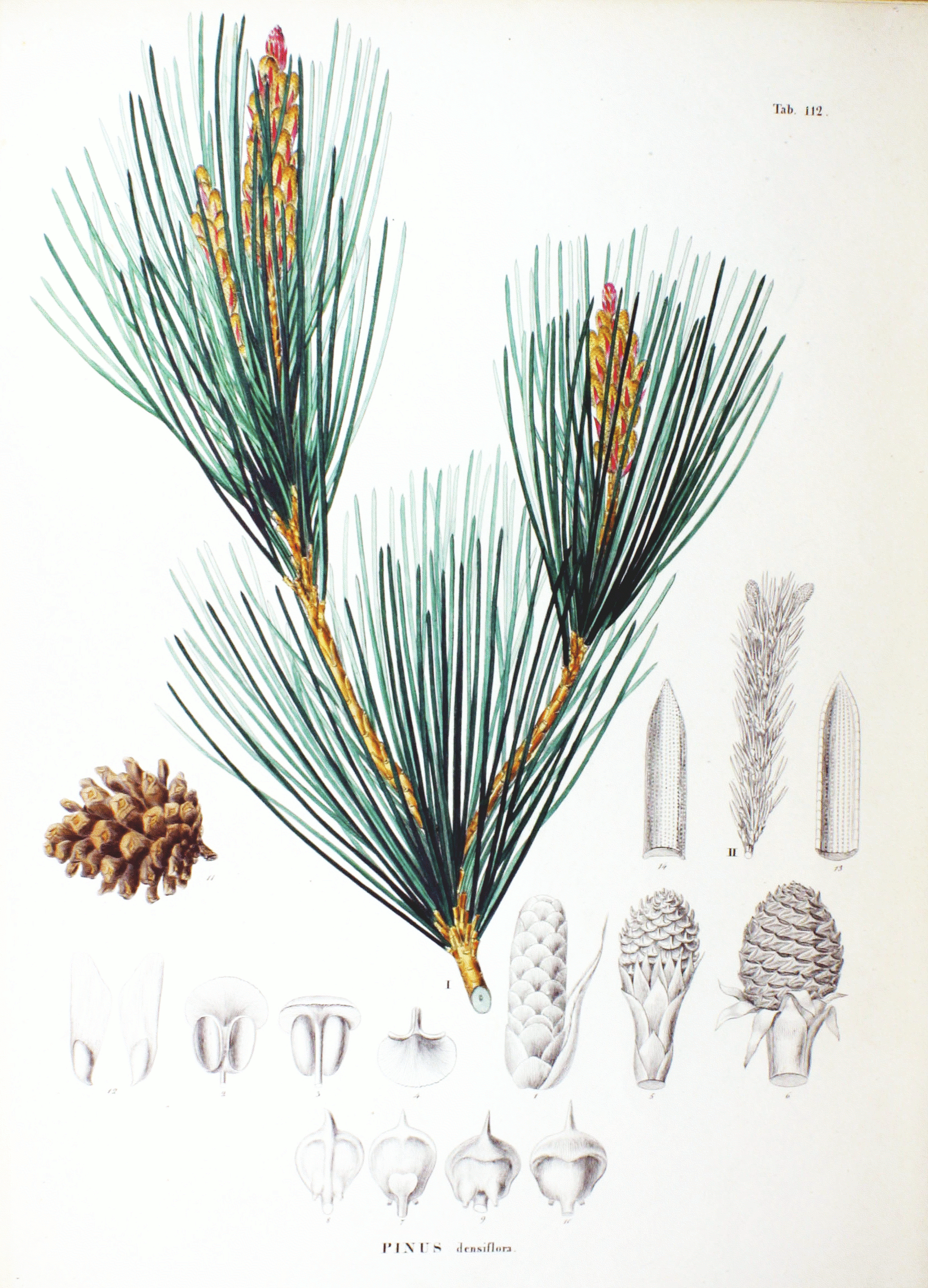